# Banquet
Banquet è un singolo del gruppo rock britannico Bloc Party estratto dall'album Silent Alarm, registrato nel 2004 e pubblicato nel Regno Unito il 25 aprile 2005.

## Tracce
CDWichita / WEBB078SCD (UK)
1. Banquet
2. Compliments (Peel Session)
3. Banquet (Another Version by The Glimmers)

CDWichita / VVR5032983 (European Release)
1. Banquet
2. Banquet (Another Version by The Glimmers)
3. Banquet (EP Version)
4. Banquet (Phones Disco Edit)
5. Banquet (Cornelius Remix)
6. Banquet (video)

DVDWichita / WEBB078DVD (UK)
1. Banquet
2. So Here We Are (Peel Session)
3. Banquet' (Video)
4. Little Thoughts (Video)

7"Wichita / WEBB078S (UK)
1. Banquet
2. Tulips (Peel Session)